# 1548 w literaturze
Wydarzenia literackie w 1548 roku.

## Nowe poezje
- polskie
  - Jan Dantyszek – Hymni aliquot ecclesiastici
  - Piotr Roizjusz – Historia funebris